# Zehnbuchen
Koordinaten: 50° 41′ 11″ N, 10° 18′ 8″ O
Das Naturschutzgebiet Zehnbuchen liegt im Landkreis Schmalkalden-Meiningen in Thüringen.
Das Gebiet erstreckt sich südlich von Zillbach, einem Ortsteil der Gemeinde Schwallungen. Nördlich des Gebietes verläuft die Kreisstraße K 84, östlich die K 84 und die B 19 und südlich die K 2523. Östlich fließt die Werra, südlich erstreckt sich das 169,2 ha große Naturschutzgebiet Schwarzbacher Grund.

## Bedeutung
Das	44,6 ha große Gebiet mit der Kennung 096 wurde im Jahr 1961 unter Naturschutz gestellt. 